# 呂梁の戦い
呂梁の戦い（りょりょうのたたかい）は、中国の南北朝時代に徐州の呂梁（現在の江蘇省徐州市銅山区）において起こった戦いである。同地での戦いは、575年と577年と578年の3回にわたっておこなわれており、最後のものが最も有名である。

## 575年の呂梁の戦い
575年閏9月、陳の都督の呉明徹が北斉軍を呂梁で撃破した。

## 577年の呂梁の戦い
577年10月、陳の司空の呉明徹が北周の徐州総管の梁士彦を呂梁で撃破した。梁士彦は徐州城（彭城）に籠城し、呉明徹は徐州城を包囲して水攻めにした。

## 578年の呂梁の戦い
陳の呉明徹が北周の徐州城を包囲し、清水の水を引きこんで水攻めにした。呉明徹は戦艦を城下にならべて攻略をはかった。578年2月、北周の行軍総管の王軌は、軍を率いて徐州の救援にやってきた。王軌は清水と淮水の合流地点にひそみ、川底に車輪を貫く鉄鎖を横渡しにして、船の退路を遮断した。陳軍が王軌軍の来襲を察知すると、陳の譙州刺史の蕭摩訶は下流の王軌軍の工作が終わらないうちに襲撃するよう呉明徹に進言したが、聞き入れられなかった。王軌の周軍が迫ると、陳の諸将は撤退を進言した。呉明徹は撤退を許可し、蕭摩訶は夜間のうちに騎兵を率いて先に進発した。翌日、呉明徹は歩兵を戦艦に収容すると、堰を破壊し水流に乗って撤退をはじめた。陳軍の戦艦は淮水に入ろうとしたが、清水と淮水の合流地点では川幅が広く、水勢も衰えて、戦艦は周軍の設置した川底の車輪にひっかかって動けなくなった。王軌はこれを包囲して、呉明徹および陳の将兵3万人あまりを捕らえた。蕭摩訶率いる2000騎のみが撤退することができた。王軌は功績により北周の柱国・徐州総管となった。呉明徹は長安に連行されて、懐徳公に封じられたが、憂憤のうちに死去した。